# Tengius kurosawai
Tengius kurosawai är en skalbaggsart som beskrevs av Makihara 1986. Tengius kurosawai ingår i släktet Tengius och familjen långhorningar. Inga underarter finns listade i Catalogue of Life.